# Октябрська селищна адміністрація (Алтайський район)
Октя́брська селищна адміністрація (каз. Октябрь кенттік әкімдігі, рос. Октябрьская поселковая администрация) — адміністративна одиниця у складі Алтайського району Східноказахстанської області Казахстану. Адміністративний центр — селище Октябрський.
Населення — 1917 осіб (2021; 2116 у 2009, 2578 у 1999, 2906 у 1989).
Станом на 1989 рік існувала Октябрська селищна рада (смт Октябрський, село Сажаєвка, селища Бухтарма, Селезньовка) Серебрянської міської ради обласного підпорядкування.

## Склад
До складу округу входять такі населені пункти:
| Населений пункт               | Старі назви | Населення, осіб (1989) | Населення, осіб (1999) | Населення, осіб (2009) | Населення, осіб (2021) |
| ----------------------------- | ----------- | ---------------------- | ---------------------- | ---------------------- | ---------------------- |
| Бухтарма, станційне селище    | -           | 212                    | 226                    | 175                    | 98                     |
| Октябрський, селище           | -           | 2281                   | 2045                   | 1797                   | 1675                   |
| Сажаєвка, село                | -           | 302                    | 200                    | 72                     | 63                     |
| Селезньовка, станційне селище | -           | 111                    | 107                    | 72                     | 81                     |